# El Salvador vid världsmästerskapen i friidrott 2022
El Salvador tävlade vid världsmästerskapen i friidrott 2022 i Eugene i USA mellan den 15 och 24 juli 2022. El Salvador hade en trupp på en idrottare.

## Resultat

### Herrar
Gång- och löpgrenar
| Idrottare           | Gren           | Försöksheat | Försöksheat | Semifinal        | Semifinal        | Final            | Final            |
| Idrottare           | Gren           | Resultat    | Placering   | Resultat         | Placering        | Resultat         | Placering        |
| ------------------- | -------------- | ----------- | ----------- | ---------------- | ---------------- | ---------------- | ---------------- |
| Pablo Andrés Ibáñez | 400 meter häck | 50,18       | 25          | Gick inte vidare | Gick inte vidare | Gick inte vidare | Gick inte vidare |